# هگزوز
در شیمی آلی، هگزوز به منوساکاریدی گفته می‌شود که دارای شش اتم کربن باشد؛ این ترکیبات دارای فرمول C6H12O6 هستند. هگزوزها با توجه به گروه عامل خود طبقه‌بندی می‌شوند. به عنوان مثال آلدوهگزوزها که دارای گروه آلدئید در موقعیت ۱ هستند و کتوهگزوزها که دارای گروه کتون در موقعیت ۲ می‌باشند.

## آلدوهگزوزها
آلدوهگزوزها دارای چهار مرکز کایرال بوده و بنابراین جمعاً ۱۶ ایزومر فضایی آلدوهگزوزی محتمل است. پیکربندی D/L برمبنای جهت گیری گروه هیدروکسیل در موقعیت ۵ است و ربطی به جهت فعالیت نوری ندارد. D-آلدوهگزوزهای راست گردان عبارتند از:

D-Allose
D-Altrose
D-Glucose
D-Mannose
D-Gulose
D-Idose
D-Galactose
D-Talose

از این D-ایزومرها، همگی بجز D-آلتروز به‌طور طبیعی وجود دارند. با این حال D-آلتروز از برخی سوش‌های باکتری بوتیریویبرو فیبریسولونس (Butyrivibrio fibrisolvens)نیز جداسازی شده‌است.

### همی استال‌های حلقوی
از سال ۱۹۲۶ دانشمندان می‌دانستند که قندهای آلدوز ۶ کربنه، همی استال‌های حلقوی تشکیل می‌دهند. در طرح زیر، شکل همی استالی D-گلوکز و D-مانوز را می‌بینید:
کربن‌های شماره دار در فرم باز، معادل همان کربن‌ها در فرم همی استال هستند. تشکیل همی استال باعث می‌شود کربن شماره ۱ ،که در فرم باز به صورت متقارن است، در فرم همی استال به صورت نامتقارن درآید. این بدان معناست که گلوکز و مانوز (و همچنین سایر آلدوهگزوزها) هر یک دارای دو فرم حلقوی هستند. در محیط مایع، این فرم‌های حلقوی با فرم زنجیره باز در تعادل به سر می‌برند. با این حال فرم زنجیره باز کریستالیزه نمی‌شود؛ بنابراین در زمان کریستالیزه شدن، دو فرم حلقوی قابل جداسازی هستند. برای مثال، D-گلوکز یک کریستال آلفا را می‌سازد که دارای چرخش ویژه ۱۱۲+ درجه است و دمای ذوب آن ۱۴۶ درجه سانی گراد می‌باشد، در حالی که کریستال بتای آن دارای چرخش ویژه ۱۹+ درجه و دمای ذوب ۱۵۰ درجه سانتی گراد است.

## کتوهگزوزها
کتوهگزوزها دارای سه مرکز کایرال هستند و از این رو هشت ایزومر فضایی محتمل است. از این میان تنها چهار D-ایزومر در طبیعت وجود دارند:

D-psicose
D-fructose
D-sorbose
D-tagatose

تنها آن دسته از هگزوزهایی که به‌طور طبیعی وجود دارند می‌توانند به وسیله مخمرها تخمیر شوند.

## موتاروتاسون
گروه‌های عامل آلدئیدی و کتونی در این کربوهیدرات‌ها با گروه‌های عامل هیدروکسیل مجاور واکنش داده و به ترتیب همی استال‌ها و همی کتال‌ها رو تشکیل می‌دهند. ساختار حلقوی حاصله، مشابه پیران (pyran) است و پیرانوز نامیده می‌شود. این حلقه به‌طور خودبخودی باز و بسته می‌شود؛ که این امر اجازه چرخش (روتاسیون) حول پیوند بین گروه کربونیل و اتم کربن مجاور را فراهم می‌کند. این امر باعث می‌شود دو پیکربندی (configuration) حاصل شود (آلفا و بتا). این فرایند موتاروتاسیون خوانده می‌شود.

## نقش زیستی
هگزوزها در بسیاری از مسیرهای بیوشیمیایی نقش مهمی بازی می‌کنند، از جمله در تولید انرژی در سلول ها، مسیرهای پیام رسانی، سنتز کربوهیدرات‌ها و همچنین تنطیم بیان ژن‌ها. شایع‌ترین هگزوزهای زیستی عبارتند از: D-گالاکتوز , D-گلوکز و D-مانوز.